# Maximilian Moris
Maximilian Moris (* 2. Februar 1864 in Moskau; † 27. März 1946 in Berlin) war ein deutscher Opernregisseur und Theaterleiter. 

## Leben
Maximilian Moris war der einzige Sohn des Schriftstellers Laurian Moris und der Marie-Antoinette, geb. Franz. In erster Ehe war er mit der Opernsängerin Klara Pählig verheiratet, mit der er vier Kinder bekam, in zweiter Ehe mit Margarethe Schlemüller.
Maximilian Moris besuchte das Friedrich-Wilhelms-Gymnasium in Berlin und wurde nebenbei musikalisch ausgebildet. Außerdem erhielt er 1879 bei Karl Jendersky auch dramatischen Unterricht. In Moskau, Paris, Berlin und St. Petersburg aufgewachsen, trat Moris zunächst als Schauspieler im Theater auf. Eine Gesangsausbildung in Paris schloss sich an. Danach hatte Moris Engagements in Eisleben, Glauchau, Minden und Gera. 
Ab 1899 wurden ihm auch Regieaufgaben übertragen, zunächst in Glogau, dann in Lübeck, Nürnberg, Trier, Chemnitz, Basel, Brünn und Linz. Ab 1900 hatte er eine Stelle an der Dresdner Hofoper. Er inszenierte unter anderem die Uraufführung der Feuersnot von Richard Strauss und die deutsche Erstaufführung von Puccinis Oper Tosca. 1905 wurde er von Hans Gregor als Oberspielleiter für die Komische Oper in Berlin engagiert. Für 29 der 44 Inszenierungen an diesem Theater zeichnete Moris in den folgenden sechs Jahren verantwortlich. Eröffnet wurde die Komische Oper mit Hoffmanns Erzählungen in einer Übersetzung und Bearbeitung von Moris. Diese Inszenierung wurde fast 600 Mal aufgeführt. 
1911 wechselte Moris als Direktor an die Kurfürstenoper. Obwohl die Uraufführung von Ermanno Wolf-Ferraris Schmuck der Madonna dort erfolgreich war – der Rezensent Arthur Neisser etwa zeigte sich „von der Aufführung sehr befriedigt, nicht etwa nur nach Seite der Regie, die ja des ehemaligen Regisseurs der Komischen Oper Spezialität ist und ihm ohnehin die allgemeinen Sympathien des Berliner Publikums zusichert“ –, gab Moris die Leitung dieses Theaters bald wieder ab. In der Presse wurde dies mit den Worten kommentiert: „Das Ende dieser Opernsaison bedeutet auch das Ende der Direktion Moris in der Kurfürsten-Oper. Maximilian Moris hat uns den Abschied von ihm nicht eben schwer gemacht.“
1913 wurde er stellvertretender Direktor und Oberregisseur der Hamburger Neuen Oper. Diese ging im folgenden Jahr in Konkurs, woraufhin Moris die Leitung der Neuen Oper, die ab 1915 den Namen „Hamburger Volksoper“ trug, allein übernahm. Auch diese Institution verließ Moris bald wieder. Ab 1916 leitete er ein deutsches Fronttheater in Belgien. Es folgten einige Jahre, in denen er Gastinszenierungen in verschiedenen Ländern übernahm, ehe er von 1923 bis 1928 Oberspielleiter im Deutschen Nationaltheater Weimar wurde. Ab 1930 leitete er das Sternsche Konservatorium in Berlin, von 1934 bis 1939 inszenierte er für das Theater der Jugend in Berlin Opern. 
Moris versuchte Prinzipien der Schauspielregie auch auf das gesungene Theater zu übertragen. Er gehörte zu den ersten Opernregisseuren, deren Arbeit von Rezensenten besprochen wurde.
Im Staatsarchiv Ludwigsburg befindet sich unter der Signatur E 18 VIII Bü 1064 seine komische Oper Robins Ende, zu der Eduard Künneke die Musik komponierte.